# USS Barnes (CVE-20)
Авіаносець «Барнс» (англ. USS Barnes (CVE-20)) — ескортний авіаносець США часів Другої світової війни типу «Боуг» (1 група, тип «Attacker»).

## Історія створення
Авіаносець «Барнс» був закладений 19 січня 1942 року на верфі «Seattle-Tacoma Shipbuilding Corporation». Спущений на воду 2 травня 1942 року, вступив у стрій 20 лютого 1943 року.

## Історія служби
Після вступу у стрій авіаносець «Барнс» брав участь у десантній операції на Острови Гілберта (11-12.1943). 
З березня по жовтень 1944 року «Барнс» використовувався для перевезення літаків на основи Тихого океану, а також для потреб тактичної групи TF38/58. Потім він використовувався для підготовки льотчиків морської авіації.
За участь у бойових діях під час Другої світової війни авіаносець «Барнс» був нагороджений трьома Бойовими зірками.
29 серпня травня 1946 року авіаносець був виведений в резерв. 12 червня 1955 року він був перекласифікований в ескортний вертольотоносець CVHE-20.
1 березня 1959 року «Барнс» був виведений зі складу флоту і незабаром розібраний на метал.